# Hassan Chani
Pour les articles homonymes, voir Chani (homonymie).
Hassan Chani (en arabe : حسن شاني), né le 5 mai 1988 au Maroc, est un athlète bahreïni, spécialiste du fond.

## Carrière
Il représente Bahreïn lors des Jeux olympiques de 2016. Il remporte le titre du 10 000 m lors des Jeux asiatiques de 2018 à Jakarta.
Il est ultérieurement disqualifié pour des anomalies sur son passeport biologique, puis suspendu quatre ans jusqu'en 2023, avec annulation de ses résultats obtenus depuis le 3 août 2017.